# Майлз Моралес
Майлз Ґонзало Моралез (англ. Miles Gonzalo Morales) — персонаж, супергерой з коміксів американського видавництва Marvel Comics, є одним із персонажів, відомих як Людина-павук / Спайдермен (англ. Spider-Man). Будучи підлітком наполовину афроамериканського, наполовину латиноамериканського походження, Майлз став другим персонажем, відомим під псевдонімом Людина-павук у всесвіті Ultimate Marvel. Вперше після смерті Пітера Паркера Майлз з'явився в ролі головного персонажа другого тому серії коміксів Ultimate Comics: Spider-Man в вересні 2011 року. Згодом з'ясувалося що Пітер не помер, після чого Пітер і Майлз працювали разом.

## Історія публікацій
Ідея ввести в сюжет афроамериканську Людину-павука вперше з'явилася у творців в 2008 році, за кілька тижнів до вступу на посаду президента Сполучених Штатів Барака Обами. Головний редактор Marvel Аксель Алонсо сказав: «Ми зрозуміли, що стоїмо на порозі обрання першого афроамериканського президента в історії Америки, і ми знали, що це вдалий час пильніше розглянути одного з наших головних персонажів». Шанс для нового Людини-павука випала з виходом сюжетної лінії Ultimatum, після якої відбулася часткова реструктуризація Ultimate-всесвіту, але тоді ця ідея була закинута, через те, що історія нового персонажа розроблена не була. Пізніше, Брайан Майкл Бендісом розповів, що його знову відвідали думки про персонажа після появи темношкірого актора Дональда Гловера в піжамі Людини-павука в американському телесеріалі «Спільнота», що стало посиланням на невдалу спробу Гловера отримати роль Пітера Паркера на кастингу фільму «Нова Людина-павук».

## Біографія
Майлз Моралез народився і виріс в Брукліні, Нью-Йорк. Його батько — афроамериканець, а мати родом з Пуерто-Рико. Аксель Алонсо назвав Майлза «інтелектуальним ботаніком зі схильністю до науки і схожим на свого попередника». Майлз, як і Пітер, був укушений суперпавуком Оскорпа (але з іншим номером) і перший час боявся своїх здібностей, бажаючи від них позбутися. Єдиною людиною, якій він розповів про них, був його друг-азіат Ганке.
Однак потім, коли Пітер вмирає на руках Мері Джейн Вотсон і Тітки Мей, Майлз змінює рішення. Він приходить на похорони Пітера і з'ясовує у Ґвен Стейсі причини становлення Пітера на шлях супергероя. Він вирішує продовжити справу Пітера і надягає карнавальний костюм Людини-павука. В першу ж ніч він рятує людину і потім розв'язує бій з суперлиходієм Кенгуру. Він перемагає, але його висміюють газети, а на наступну ніч його викрадає Джессіка Дрю і забирає в штаб-квартиру Щ.И.Т. до Ніку Ф'юрі. Він допитує Майлза про причини його вчинку і розкриває йому, що його дядько Аарон, у квартирі якого Майлза і вкусив павук, має багате кримінальне минуле. Майлз визнає, що йому потрібно набратися бойового досвіду і отримати костюм краще. Але потім з'являється Електро і Майлз рятує всіх агентів Щ. И. Т., відключивши свідомість Диллона своєю здатністю «Отруйна жало» (англ. Venom Strike). Нік Ф'юрі відпускає Майлза і дає йому новий чорний костюм з червоним логотипом і червоним ж павутинним орнаментом. Ганке каже, що це ознаменує визнання Майлза як «офіційного» нового Людини-павука. У випуску Ultimate Comics: Spider-Man № 14 Майлз отримує від тітки Мей і Ґвен Стейсі пускачі павутини Пітера Паркера. Таким чином, новий Людина-Павук остаточно замінив Пітера Паркера — у нього є всі павукові здібності (також, на відміну від Пітера Паркера, Майлз отримав можливість ставати невидимим і завдавати особливого удару «Отруйне жало»), костюм, визнання Ніка Ф'юрі, Капітана Америки, й пускачі павутини.

## Поза коміксами

### Анімаційні серіали
- Досконала Людина-павук
- Marvel Super Hero Adventures (2017)
- Людина-павук (мультсеріал, 2017)
- Павучок та його дивовижні друзі (2021)

### Відеоігри
- Майлз є головним грабельним персонажем у грі Marvel's Spider-Man: Miles Morales.
- Майлз з'являється у грі «Marvel Super Hero Squad Online», озвучений Антоні Дел Ріо.
- Костюм Майлза можна використовувати як альтернативний костюм для Людини-павука в комп'ютерних іграх «Spider-Man: Edge of Time», «The Amazing Spider-Man 2 [en]» та «Людина павук: Неймовірна сила».
- Майлз з'являється у грі Marvel Spider-Man (PS4)
- Майлз є грабельним персонажем у грі Marvel: Future Fight
- Є грабельним персонажем у мобільній грі Marvel: Contest of Champions
- Є грабельним персонажем у Lego Marvel Super Heroes 2 та Lego Marvel's Avengers.
- Майлз є одним з двох головних грабельних персонажів у грі Marvel's Spider-Man 2.

### Анімаційний фільм
18 січня 2017 року Sony оголосила про створення анімаційного фільму — Людина-павук: Навколо всесвіту, де головним героєм буде Майлз, якого озвучуватиме Шамейк Мур. Мультфільм вийшов 13 грудня 2018 року. Здебільшого події мультфільму майже повторювали події всесвіту Ultimate. Спочатку Майлза переводять зі звичайної школи в елітну, де він знайомиться з Ґвен Стейсі, що прибула до його всесвіту з іншого світу, де вона є Жінкою-Павуком. Майлз живе з батьками, його батько — офіцер поліції, який недолюблює Людину-Павука, мати працює медсестрою в лікарні. Коли Майлз відвідує свого дядька, його кусає радіоактивний павук, наступного дня він виявляє павукові здібності. Після цього Майлз випадково потрапляє до підземної лабораторії Алхемакс, де стає свідком того, як Людина-Павук намагається завадити Кінг-Піну запустити машину для зв'язку з паралельними світами з метою возз'єднатися із загиблими у цьому світі через автокатастрофу дружиною та сином. На жаль, злочинець вбиває борця зі злочинністю, але перед смертю герой передає юнакові флешку, за допомогою якої можна відключити машину, бо при повторному запуску вона знищить їхню реальність. Після цього Майлз має намір виконати те, що не зміг Людина-Павук, але ненароком ламає флешку. На щастя його знаходить таємничий дорослий чоловік, який виявився Пітером Паркером, який прибув із іншого всесвіту. Майлз умовляє його допомогти знищити машину Фіска, щоб урятувати їхні світи, потім вони удвох проникають до Корпорації Алхемакс, яка є дослідницьким центром Фіска. Однак там вони піддаються нападу вченого Олівії Октавіус, який у всесвіті Майлза є Док Оком. На щастя, їх рятує Ґвен Стейсі в костюмі Жінки-Павука, і спрямовує їх до будинку Мей Паркер, тітки загиблого Пітера, де вони зустрічають ще трьох Людей-Павуків із різних реальностей. Однак Люди-павуки не приймають Майлза, оскільки він ще недосвідчений, в результаті він приходить у відчай, хоче відвідати свого дядька, але дізнається, що він працює на Кінг-Піна, побачивши того в костюмі Волоцюги. Шокований Майлз повертається до решти Павуків, щоб їх попередити, проте його вистежила банда Кінг-Піна. Аарон дізнається, що його племінник є новою Людиною-Павуком, і відмовляється її вбивати, проте за це Кінг-Пін вбиває дядька Майлза. Юнак намагається врятувати Аарона, але марно, в цей момент отець Майлза, приїхавши на місце події, виявляє нового супер-героя з тілом Аарона, через що він приймає його за вбивцю. Майлз хоче помститися Кінг-Піну, але інші павуки пов'язують його в його ж гуртожитку, щоб уберегти від небезпеки. Однак Майлз за допомогою отруйного дотику звільняється, після чого вирушає до тітки Мей за новим костюмом, який перефарбовує в чорно-червоний колір. Після цього йому виходить освоїтися зі своїми здібностями, і герой приєднується до інших павуків і допомагає здолати банду Кінгпіна. Після цього Майлз повертає всіх павуків у свої світи, а потім особисто бореться з Кінгпіном у присутності свого батька. Майлз отруйним торканням перемагає Кінгпіна та знищує його машину. А його батько, дізнавшись про справжню особистість Фіска, визнає нової Людини-Павука героєм. Після цих подій Майлз починає вести подвійне життя супергероя і школяра, тоді як Ґвен знаходить спосіб спілкуватися з Майлзом через вимір.

### Кіновсесвіт Marvel
У фільмі «Людина-павук: Додому шляху нема», коли Електро побачив без маски обличчя Пітера Паркера зі свого всесвіту, він розчарувався, адже гадав, що Людина-павук є темношкірим. Проте додав, що вірить, що десь існує темношкіра Людина-павук.

### Телебачення
Ім'я Майлза Моралеза фігурує в «Довершена Людина-павук» в епізоді «Я — Людина-павук». Його зображення було показано у списку потенційних виконавців ролі Людини-Павука у п'єсі для середньої школи. З'являється у 3 сезоні у сюжеті «Павуковий Світ» і допомагає Людині-Павуку зупинити Зеленого Гобліна. У 4-му сезоні «Довершена Людина-Павук проти Зловіщої Шестірки», з вини Доктора Восьминога застряє у світі Людини-Павука та під ім'ям «Хлопчик-Арахнід», вступає в його команду з метою зупинити Дока Ока і повернутися додому, але в кінці — зрештою, разом зі своєю матір'ю та Досконалим Зеленим Гобліном, назавжди переїжджає у світ Людини-павука, залишивши у своїй реальності своїм постійним заступником, Ґвен-Павука.
З'являється у мультсеріалі Людина павук озвучує Неджі Джетер.